# Emerson, Lake & Palmer (album)
Emerson, Lake & Palmer este albumul de debut al trupei britanice de rock progresiv Emerson, Lake and Palmer, lansat în 1970 în Marea Britanie și în ianuarie 1971 în Statele Unite.

## Lista pieselor
1. „The Barbarian” (Béla Bartók, aranjament: Emerson, Lake and Palmer) (4:27)
2. „Take a Pebble” (Lake) (12:32)
3. „Knife-Edge” (Leoš Janáček & Johan Sebastian Bach, aranjament: Emerson, Lake & Fraser) (5:04)
4. „The Three Fates” (Emerson) (7:46)
5. „Tank” (Emerson & Palmer) (6:49)
6. „Lucky Man” (Lake) (4:36)

## Single-uri
- „Knife-Edge” (1970)
- „Lucky Man” (1971)

## Componență
- Keith Emerson - orgă, pian, clavinet, mellotron, orgă Hammond, Moog sintetizator
- Greg Lake - chitară acustică, bas, chitară electrică, voce
- Carl Palmer - baterie, percuție